# Icelastatis galerucoides
Icelastatis galerucoides är en skalbaggsart som först beskrevs av Bates 1866.  Icelastatis galerucoides ingår i släktet Icelastatis och familjen långhorningar. Inga underarter finns listade i Catalogue of Life.